# Desaladora Spence Growth Option
La desaladora Spence Growth Option es una planta de desalinización de agua de mar instalada en la Comuna de Mejillones, Región de Antofagasta en Chile. Su producción, agua de calidad industrial, es transportada al interior de la región para ser utilizada como insumo en la producción de cobre.

## Función
En 2017 la compañía minera BHP invirtió 2460 millones US$ para extender la explotación de la Mina Spencer, ubicada a medio camino entre Mejillones y Calama. La inversión consistió en la instalación de una nueva concentradora de mineral y la planta de desalinización. De esta manera se prolonga por 50 años la extracción de cobre y molibdeno desde los depósitos de la mina.
La desaladora, gestionada por una empresa externa con un contrato de "construcción, propiedad, operación y transferencia" (BOOT en sus sigla en inglés) por 20 años produce a través de osmosis inversa 1000 l/s de agua para uso industrial que son impulsadas por 3 estaciones de bombeo por 154 km de cañerías de 36 pulgadas (91,4 cm) con un forro interno anticorrosión hasta las instalaciones de la mina a 1710 m s. n. m. Este caudal cubre el 100% de las necesidades de la mina.

## Población, economía y ecología
El agua desalada se produce en las cuencas costeras entre río Loa y quebrada de Caracoles, pero es utilizada en la  cuenca del río Loa.